# Jouko Pohjanpalo
Jouko Jalo Pohjanpalo, född 18 december 1908 i Karleby, död 3 april 1992 i Helsingfors, var en finländsk ingenjör.
Pohjanpalo blev teknologie doktor 1941. Han var 1933–1944 assistent vid Tekniska högskolan i Helsingfors och från 1935 ingenjör vid Finlands rundradio samt disputerade som första finländare inom radioteknik.
Hans kunskaper skulle få stor betydelse under fortsättningskrigets inledningsskede sommaren 1941, då ett på radiosignaler reagerande mineringssystem påträffades efter den sovjetiska utrymningen av Viborg. Systemets mekanism utreddes av Rundradions tekniker, och på Pohjanpalos initiativ ställdes en för frontradiobruk ombyggd sändare in på samma frekvens som minornas mottagare. Installerad i en buss kördes sändaren in i staden, varefter Viljo Vesterinens version av melodin Säkkijärven polkka spelades oavbrutet i flera veckor, störande radiosignalerna tills batterierna på mottagarna med säkerhet var tomma.
Efter kriget, då Pohjanpalo 1948–1972 arbetade vid Statens tekniska forskningsanstalt (från 1956 som föreståndare för radiotekniska laboratoriet), ledde han omhändertagandet av kvarbliven tysk radarapparatur och bidrog till utvecklandet av en inhemsk, internationellt sett högtstående luftbevakningsradaranläggning. Pohjanpalo var vidare en banbrytare för televisionen i Finland genom att 1954 ta initiativet till en televisionsklubb, vars verksamhet i samarbete med Stiftelsen för teknikens främjande och Tekniska högskolan 1956 utmynnade i den första finländska tv-satsningen TES-TV.